# Костино (посёлок станции, Дмитровский городской округ)
Посёлок станции Костино — посёлок сельского типа в Дмитровском районе Московской области, в составе Сельского поселения Костинское. До 2006 года посёлок входил в состав Костинского сельского округа. Население — 17 чел. (2010).
Образован при железнодорожной станции Костино, названой по имени села Костино, находящегося в 5 км от посёлка.

## Расположение
Посёлок  расположен в восточной части района, у границы с Сергиево-Посадским, примерно в 15 км почти на восток от Дмитрова. Высота центра над уровнем моря 201 м. Ближайшие деревни: Горки в 1 км на юго-запад и в 0,5 км на восток Пузино Сергиево-Посадского района.

## Население
| 2002 | 2006 | 2010 |
| ---- | ---- | ---- |
| 21   | ↘19  | ↘17  |